# Selkäsaaret (ö i Kuhmois, Hahmajärvi)
Selkäsaaret är en ö i Finland. Den ligger i sjön Hahmajärvi och i kommunen Kuhmois i den ekonomiska regionen  Jämsä  och landskapet Mellersta Finland, i den södra delen av landet, 160 km norr om huvudstaden Helsingfors. Öns area är 0,3 hektar och dess största längd är 160 meter i nord-sydlig riktning.  Notera att namnet antyder att det är fråga om flera öar.